# Gliese 777 Ab
Gliese 777 Ab (anche Gliese 777 b', o HD 190360 b) è un pianeta extrasolare che orbita attorno alla stella Gliese 777 A, nella costellazione del Cigno, distante circa 52 anni luce dalla Terra.
Il pianeta venne scoperto nel giugno del 2002 usando il metodo della velocità radiale. Con una massa stimata in circa una volta e mezza quella di Giove, è posto a 2,51 unità astronomiche dalla sua stella.